# Занзибар Центрально-Южный
Центрально-Южный Занзибар (суахили Kusini Unguja, англ. Zanzibar Central/South Region) — одна из 30 областей Танзании и одна из 5 областей автономного Занзибара. Расположен на острове Унгуджа (Занзибар). Площадь 854 км², по переписи на август 2012 года её население составило 115 588 человек.
Административный центр региона — город Коани.

## Административное деление
Состоит из двух округов:
- Кати (суахили Kati или Центральный Занзибар (76 346 жителей, 2012),
- Кусини (суахили Kusini или Южный Занзибар (39 242 жителей, 2012).